# Luktsalt

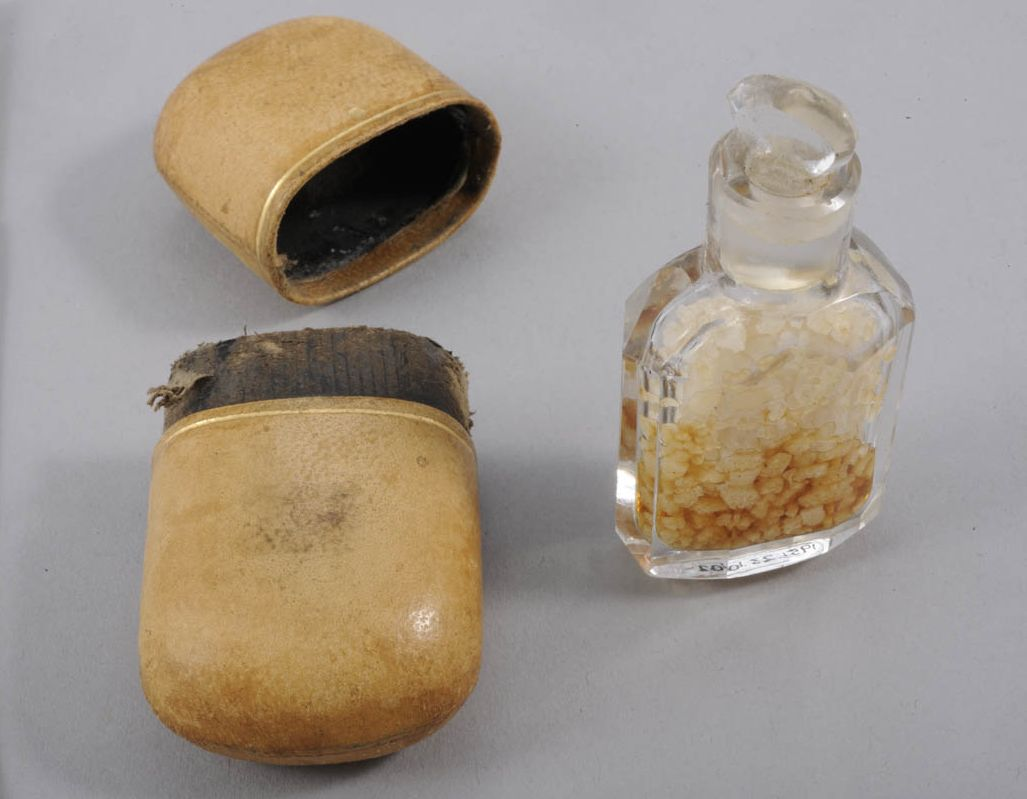
Flaska med luktsalt från 1700-talet.

Luktsalt kan användas för att väcka medvetslösa personer då frigörandet av ammoniak irriterar näsans membran och lungorna. Musklerna som kontrollerar andningen arbetar snabbare vilket medför en inandningsreflex. Hjorthornssalt har en stark lukt och förekom i luktsalt.